# Debre Libanos
Pour l’article homonyme, voir monastère de Debré Libanos.
Debre Libanos (en oromo : Dabra Libaanos) est un woreda du centre de l'Éthiopie situé dans la zone Nord Shewa de la région Oromia. Partie orientale de l'ancien woreda Yaya Gulelena Debre Liban, il a 45 179 habitants en 2007. Ses principales agglomérations sont Debre Tsige et Wusha Gedel.
Debre Tsige se trouve 85 km au nord d'Addis-Abeba et à 25 km de Fiche sur la route en direction de Baher Dar.
Wusha Gedel, parfois appelée Debre Libanos, se trouve 13 km plus au nord sur la même route. Une route secondaire dessert le monastère de Debré Libanos à 5 km de la ville.

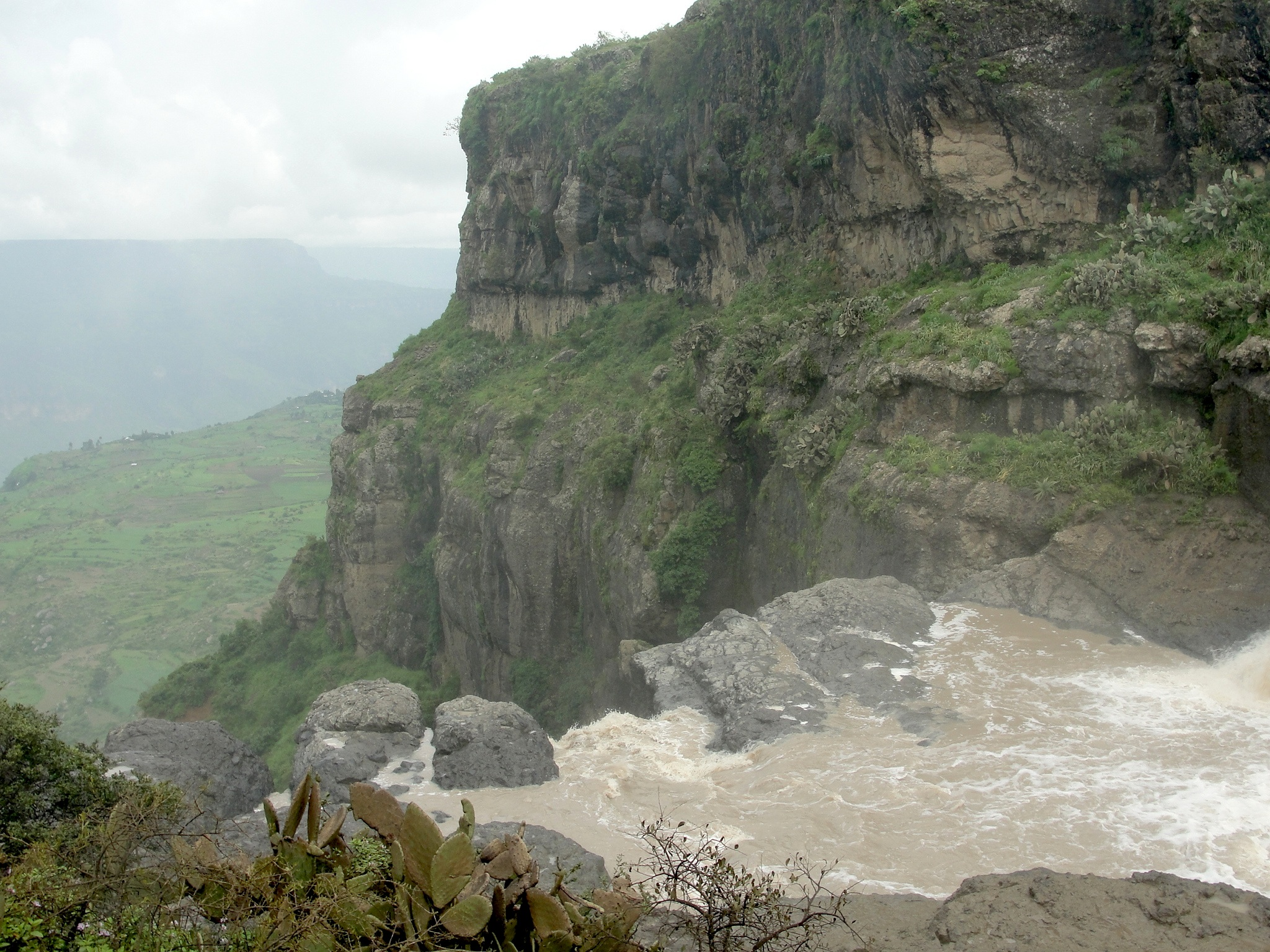
Paysage près du monastère de Debré Libanos.
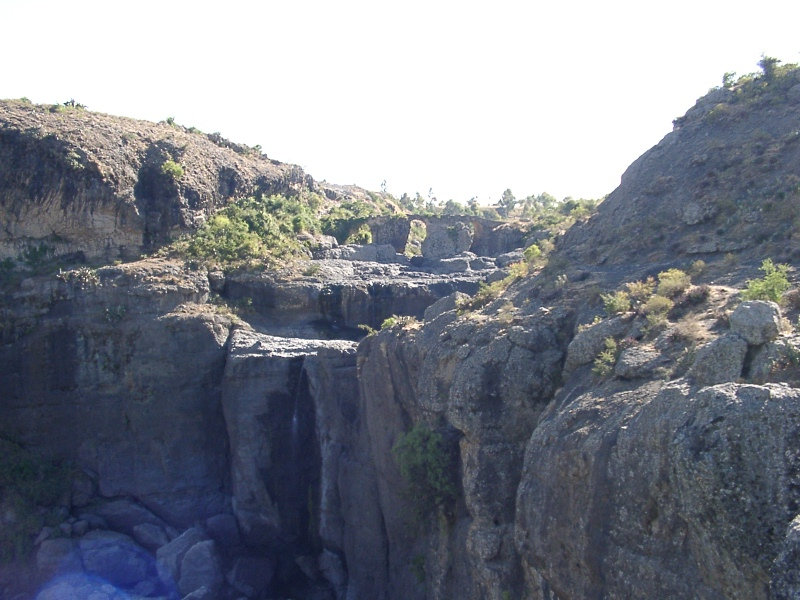
« Pont portugais » au-dessus de chutes d'eau.

Bordé au nord par le woreda Ensaro de la région Amhara, le woreda Debre Libanos est entouré dans la région Oromia par Wuchale à l'est et au sud, Yaya Gulele au sud-ouest et Gerar Jarso à l'ouest.
Le recensement national de 2007 y fait état d'une population de 45 179 habitants dont 20 % de citadins. La population urbaine comprend 4 686 habitants à Debre Tsige et 4 269 à Wusha Gedel. La quasi-totalité des habitants du woreda (99 %) sont orthodoxes.
En 2022, la population est estimée à 69 208 personnes avec une densité de population de 235 personnes par km2 et 294 km2 de superficie.